# دانشگاه یرموک
دانشگاه یرموک (عربی: جامعة الیرموک) دانشگاهی دولتی، جامع و در حمایت دولت است که در نزدیکی مرکز شهر اربد در شمال اردن قرار دارد. دانشگاه از ۱۳ دانشکده تشکیل شده و دارای برنامه‌های لیسانس، فوق لیسانس و اردن در زمینه‌های مختلف است.

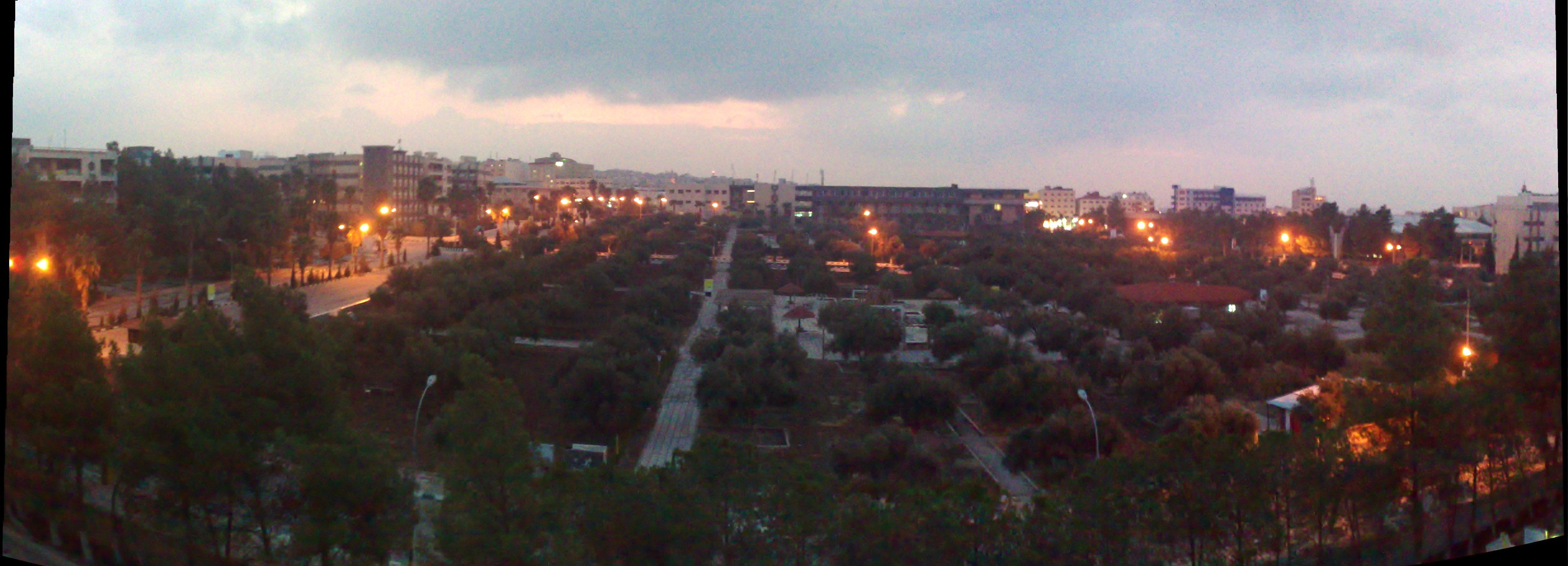
پردیس دانشگاه یرموک